# Chie Kiriyama
Chie Kiriyama (jap. 桐山 智衣, Kiriyama Chie; * 2. August 1991 in der Präfektur Gifu) ist eine japanische Leichtathletin, die sich auf den Siebenkampf spezialisiert hat.

## Sportliche Laufbahn
Ihren ersten internationalen Wettkampf bestritt Chie Kiriyama im Jahr 2011, als sie bei den Asienmeisterschaften in Kōbe mit 5442 Punkten die Bronzemedaille hinter der Thailänderin Wassana Winatho und ihrer Landsfrau Fumie Takehara gewann. Auch zwei Jahre später gewann sie bei den Asienmeisterschaften in Pune mit 5451 Punkten die Bronzemedaille, diesmal hinter Winatho und der Usbekin Yekaterina Voronina. 2014 beendete sie nach einem zweiten Platz bei den japanischen Meisterschaften in Nagano ihre sportliche Karriere im Alter von 27 Jahren. 2016 gewann sie dann bei den Hallenasienmeisterschaften in Doha mit 3637 Punkten die Bronzemedaille im Hallenfünfkampf hinter der Usbekin Voronina und Sepideh Tavakoli aus Iran.
2014 wurde Kiriyama japanische Meisterin im Siebenkampf.

## Persönliche Bestleistungen
- Siebenkampf: 5597 Punkte, 12. Juni 2016 in Nagano